# لوسنی
لوسنی (به اسپانیایی: Luceni) یک دهستان در اسپانیا است که در استان ساراگوسا واقع شده‌است. لوسنی ۲۷ کیلومتر مربع مساحت و ۱٬۰۴۸ نفر جمعیت دارد.